# Acacia alpina
Acacia alpina és un arbust que arriba a 1-2 metres d'altura i sobre els 10 metres d'ample. És un parent proper d'Acàcia phlebophylla amb la qual es creua per a produir híbrids. Es poden trobar en estat silvestre en zones subalpines d'Austràlia.

## Descripció
L'Acacia alpina és un arbust erecte o enredat i enredat que normalment creix fins a 1-2 d'alçada i fins a 10 m  d'ample. Els fil·lodes tenen forma d'ou, en forma d'ou àmplia o més o menys rodones i asimètriques, de 15-35 de llarg i de 8-25 d'ample. Hi ha una estípula en forma de D a la base del fil·lode, però que cau a mesura que es desenvolupa el fil·lode.
Les flors solen ser de color groc pàl·lid, presentades en 1 o 2 espigues cilíndriques a oblonges de 5-15 mm de llargada a les aixelles dels fil·lodes, cada espiga amb poques flors en un peduncle 1-3 mm de llarg. La floració es produeix principalment d'octubre a novembre, i el fruit és una beina de parets primes, suaument corbada o enrotllada, de 30-80 de llarg i 3-6 mm  d'ample, que conté llavors estretament el·líptiques de 35-5 mm de llarg.

## Taxonomia
Acacia alpina va ser descrita formalment per primera vegada el 1863 per Ferdinand von Mueller a la seva Fragmenta Phytographiae Australiae a partir d'exemplars recollits a una altitud de 1,370 - 150m. L'epítet específic (alpina) significa "dels Alps", fent referència a l'hàbitat habitual de l'espècie.

## Distribució
L'acàcia alpina creix als boscos i als landes i a les planes obertes de les muntanyes nevades de Nova Gal·les del Sud i parts del sud del territori de la capital australiana i més al sud fins al voltant de El mont Baw Baw a les terres altes de l'est de victoriana a una altitud de 1,300- 1,800 m. Sovint es troba en granític i zones escombrades pel vent i de vegades forma densos matolls.
Aquesta espècie és un parent proper de Acacia phlebophylla i les dues espècies tendeixen a hibridar. Sovint es pot trobar a les zones alpines i subalpines d'Austràlia.